# Irmgard Griss
Irmgard Griss, née Reiterer le 13 octobre 1946 à Deutschlandsberg, est une juriste autrichienne, présidente de la Cour suprême d'Autriche entre 2007 et 2011.
Elle arrive en troisième position lors du premier tour de l'élection présidentielle autrichienne de 2016, comme candidate indépendante, sans l'appui financier ni le soutien d'une formation politique établie.

## Biographie

### Origines et formation
Griss est la deuxième des trois enfants de la famille Reiterer.
En 1970, elle devient docteur en droit à l'issue de ses études puis travaille de 1971 à 1975 comme assistante à l'université de Graz. Elle demande à bénéficier et obtient une bourse Franz Boas-Stipendium pour étudier aux États-Unis. Elle effectue un troisième cycle entre 1974 et 1975 à l'université Harvard.

### Carrière de juriste
Elle effectue un parcours dans différentes juridictions puis devient en 1993, juge à la Cour suprême. De début 2007 à fin 2011, elle en est la présidente.
Dans les années 2010 et 2011, elle est présidente du réseau des  présidents des cours suprêmes de l'Union européenne. Elle préside également, en 2011, à la fondation de l'Institut européen du droit (European Law Institute).
En mai 2013, après son départ à la retraite (2011), elle prend la tête d'un projet pilote Ministère fédéral autrichien des Affaires sociales sur les arbitrages concernant les transactions des consommateurs. En janvier 2015, elle est nommée juge international à Singapour pour le Tribunal de commerce international nouvellement créé.

### Enseignante
Elle a animé à des séminaires de droit civil, et droit commercial, à la fois à l'Université d'économie de Vienne et plus tard à Graz. Elle est aujourd'hui professeur honoraire à l'université de Graz.

### Engagement politique
En mars 2014, à la demande du ministre des finances Michael Spindelegger (du Parti populaire autrichien), elle préside une commission d’enquête sur un scandale de corruption très médiatisé, le scandale du Hypo Group Alpe Adria, qui rend son rapport en décembre 2014. Les déboires financiers de cette banque ont provoqué à partir de 2008 le plus grand désastre financier en Autriche depuis 1945. Certains observateurs soulignent la « dimension mafieuse » de certains prêts consentis par cet établissement,. Le rapport de la commission Griss n'épargne ni la direction de la banque, ni les institutions financières chargées de surveiller ces établissements, ni le pouvoir politique.
Elle décide ensuite de se présenter comme candidate indépendante à la présidentielle de 2016. Elle fait campagne sans le soutien financier ni l’appui d’une formation politique établie. Elle semble avoir réussi à capter une partie de l’électorat de centre droit. Elle obtient 18,8 % des suffrages exprimés au premier tour, devançant les candidats des deux partis traditionnels (parti populaire et parti social-démocrate) et se plaçant en troisième position derrière le candidat d'extrême-droite, Norbert Hofer (35,1 %) et un candidat écologiste Alexander Van der Bellen (21,3 %),,. Au second tour, elle soutient Alexander Van der Bellen, qui l'emporte.
Lors des élections législatives autrichiennes de 2017, elle se présente à la deuxième place de la liste fédérale du NEOS,, et est élue (à 70 ans - la plus âgée). En juin 2019, elle annonce qu'elle ne se présentera pas aux prochaines élections en 2019. Toutefois, elle soutiendra le NEOS dans la campagne électorale.